# Dante Sales
Dante Sales (ur. 19 lutego 1990) – amerykański lekkoatleta specjalizujący się w biegach sprinterskich.
Był członkiem sztafety USA, która w 2008 sięgnęła po złoty medal mistrzostw świata juniorów w 2008 roku.

## Osiągnięcia
| Rok  | Impreza                     | Miejsce   | Konkurencja        | Lokata     | Wynik |
| ---- | --------------------------- | --------- | ------------------ | ---------- | ----- |
| 2008 | Mistrzostwa świata juniorów | Bydgoszcz | sztafeta 4 x 100 m | 1. miejsce | 38,98 |